# Lorenzo Mascheroni
Lorenzo Mascheroni, (1750-1800), fou un matemàtic i poeta italià.

## Vida i obra
Mascheroni va néixer al barri de Castagneta, als afores de Bèrgam. Va estudiar al seminari d'aquesta ciutat i es va ordenar sacerdot el 1767 i va celebrar la primera missa el 1774. El 1778 va passar de ser professor de retòrica a ser professor de filosofia al Collegio Mariano de Bèrgam. La filosofia, en aquell temps comprenia la lògica, la física i la metafísica i va ser en el camp més científic de la física en el que va destacar.
Quan el matemàtic Pietro Paoli va deixar la universitat de Pavia per anar a Pisa, Mascheroni va ser cridat per ocupar la càtedra d'àlgebra i geometria d'aquesta universitat de la que va arribar a ser rector en dos períodes. A partir de 1796, juntament amb la majoria de professors de la universitat, va recolzar el nou govern democràtic i, en proclamar-se la República Cisalpina, va ser membre del seu consell i del comitè constitucional. El 1798 va ser invitat a París per participar en els treballs d'implantació del sistema mètric decimal i, el 1800, va morir es aquesta ciutat d'una malaltia sobtada.

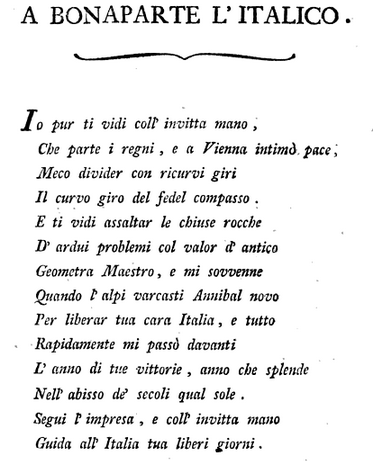
Dedicatòria a Napoleó de La geometria del compasso, escrita en vers pel mateix Mascheroni (1797)

En el camp científic és autor de tres obres notables:
- Nuove ricerche sull’equilibrio delle volte (1785),[5] en ella fa una síntesi entre mecànica i estàtica per calcular l'equilibri dels arcs, de les voltes i de les cúpules.[6]
- Adnotationes ad calculum integralem Euleri (en dues parts, 1790 i 1792),[7] en aquest llibre va fer un càlcul més exacte de l'actualment anomenada constant d'Euler-Mascheroni 0,577215661901..., constant  de la que encara es desconeix si és un nombre racional o no.
- Geometria del Compasso (1797), en el que, a més de calcular una aproximació geomètrica del número π, va demostrar que qualsevol construcció geomètrica que pugui ser feta amb regle i compàs, pot ser feta únicament amb compàs, tot i que el primer a donar aquest resultat va ser el danès Georg Mohr, que havia publicat una demostració el 1672.[8]

Al començament de la seva carrera es va interessar principalment en les humanitats (poesia i grec) fins que va començar a exercir com a professor de matemàtiques a Pavia. Però va mantenir l'interès per la literatura, fins al punt que el 1793 va escriure L’invito di Dafni Orobiano a Lesbia Cidonia, un llarg poema en el que descriu amb tot de detall la bellesa de la universitat de Pavia i les seves meravelles reunides a les col·leccions científiques dels seus museus.